# 你家是我的事
《房仲女王》，為2016年7月13日至2016年9月14日於日本電視台週三連續劇（水十）時段（22:00 - 22:54，JST）播出的電視連續劇，GEM TV ASIA（香港、柬埔寨、泰國、印尼、新加坡、菲律賓）在同一晚首播，而台灣緯來日本台也在該週的禮拜六晚間（21:00~22:00）同期播出。由北川景子主演，大石静編劇。
特別篇續集《房仲女王 限時回歸》於2017年5月26日（21:00 - 22:54，JST）播出，GEM TV ASIA亦於同一晚首播。
續集《你家是我的事！第二季》於2019年1月9日（21:00 - 22:54，JST）播出，GEM TV ASIA亦於2019年1月12日首播。

## 劇情概要
|  | 沒有我賣不掉的房子！ |

三軒家萬智（北川景子 飾）是史上最強房仲女王，只要她經手，不管是多難銷售的房子，或遇上多難纏挑剔的客人，最後一定都能順利成交！她不受社會常規束縛，以自己獨特的作風，不只幫客人買到滿意的新家，同時也痛快解決客人的各種疑難雜症！

## 角色

### 主要角色
- 三軒家萬智（30歲）：北川景子

絕不諂媚逢迎，以自己獨特的觀點與哲學，進行房屋仲介。是業績No.1的房仲女王。

### 帝光不動產株式会社 新宿營業所買賣仲介營業課
- 屋代大（49歲）：仲村亨

課長。凡事以和為貴，所以處理部門同事之間的相處偶爾會綁手綁腳。受限於企業倫理，對於目前的工作雖偶有怨念卻也將就且過，堪稱日本現代上班族的典型象徵。初期對萬智傷透腦筋，連搬出自己課長的身分也不被理會，卻也因而更積極希望能在其他人面前展現自己身為課長的威嚴。
- 白洲美加（28歲）：井本絢子

業績掛零的新進房仲業務員。喜歡偷懶、上網購物，必要時會耍點小聰明，然而在萬智來後卻被施以魔鬼訓練、整得超慘。喜歡部門內的足立王子，總是有意無意用自己的方式在追求足立，卻頻頻吃到閉門羹。故事尾聲離開房仲公司，和房仲業務結婚成家。
- 庭野聖司（25歲）：工藤阿須加

新進房仲業務員。業績不是很理想，尚未找到賣房子的訣竅，但因為希望能學習，所以自願被萬智呼來喝去，對於自己的工作毫不氣餒，是菜鳥的正能量典範。
- 足立聰（28歲）：千葉雄大

菁英房仲業務員。被部門同事封為「王子」，俊俏的臉孔是他的武器，嘴巴甜，懂得討人歡心，擁有許多貴婦粉絲。但在燦爛笑容的背後，卻有著大家意想不到的裡人格。
- 布施誠（50歲）：梶原善（日语：梶原善）

老手房仲業務員。對於工作漸漸失去熱情，認為有業績即是好事無論多寡，老派從容的態度也默默讓部門的步調減緩，同樣也是日本步入中年上班族的寫照。
- 八戶大輔（34歲）：鈴木裕樹

服務態度會因顧客而異的歸國子弟業務員。
- 宅間剛太（36歲）：本多力（日语：本多力）

總是賣不出房子的坎坷房仲業務員。
- 室田圓（室田まどか）（24歲）：新木優子

說人閒話的功力比工作能力還強的櫃檯人員。

### 其他角色
- 珠城心（珠城こころ）：臼田麻美（日语：臼田あさ美）

酒吧「小寶貝BAR」的媽媽桑。

### 各集登場人物

#### 第1集
- 土方彌生：涼（日语：りょう）

家務及工作忙的兩頭燒的婦產科醫師。
- 土方亨：外川貴博（日语：外川貴博）

大學醫院的腦外科醫師。彌生的丈夫。
- 土方蒼穹：間中斗環

彌生與亨的獨生子。
- 小金井夫人：梅澤昌代（日语：梅沢昌代）

#### 第2集
- 城崎泉：木野花（日语：木野花）

對自己的獨生子感到頭痛的母親。
- 城崎良樹：驚嚇大木（大木淳（日语：ビビる大木））

城崎泉的獨生子。
- 城崎秀人：豬股俊明

城崎泉的丈夫。
- 電視主播：柴田美咲（日语：柴田美咲）

於城崎家前作連線報導的電視主播。
- 屋主：諏訪太朗（日语：諏訪太朗）

委託萬智出售自宅的屋主。

#### 第3集
- 保坂博人：中野裕太（日语：中野裕太）

奉行極簡主義的男子。
- 夏木櫻：拝田祥子（日语：はいだしょうこ）

不愛整理家務的女子。
- 山那：邊見萬里（日语：辺見マリ）
- 八戸：神戶浩（日语：神戸浩）
- 崇拜足立的貴婦們：四戶景子（日语：しのへけい子）、中島奏（日语：中島奏）、小口繪理子

將足立當成偶像般崇拜，在實地銷售場地追隨著足立的貴婦。

#### 第4集
- 澤木峰乃：加藤和子（日语：かとうかず子）

著名料理研究家。
- 富田清太郎：渡邊哲（日语：渡辺哲）

表面上是無家可歸的老人，真實身份為金太郎電器的創辦人兼現任社長，最後以3億圓買下澤木峰乃的房子。

#### 第5集
- 日向詩文：友坂理惠

單身自由撰稿人。
- 草壁步子：山田真步（日语：山田真歩）

單身出版社校稿人員。
- 水道橋千代子：草村禮子（日语：草村礼子）

庭野推薦給草壁的公寓之208號房的原住戶。

#### 第6集
- 宮澤和之：東根作壽英（日语：東根作寿英）

知名日式點心店的第5代社長。
- 宮澤昌代：田中美奈子（日语：田中美奈子）

社長的妻子。
- 奧平禮央奈：小野百合子（日语：小野ゆり子）

社長的情婦。
- 半田香織：西慶子（日语：西慶子）
- 半田里美：片岡富枝
- 布川：小林隆（日语：小林隆）
- 綠：小林喜名子（日语：小林きな子）
- 伊佐敦子：布施繪理（日语：ふせえり）

凶宅賞屋者。
- 伊佐洋：村松利史（日语：村松利史）

凶宅賞屋者。
- 五味良夫：大下源一郎（日语：大下源一郎）

#### 第7集
- 白洲貴美子：原日出子（日语：原日出子）

白洲美加的母親。
- 白洲保：茂呂師岡（日语：モロ師岡）

白洲美加的父親。
- 竹野内幸一：大河内浩（日语：大河内浩）

竹野内工業社長。
- 竹野内佑奈：多岐川華子

屋代的客戶，竹野内工業社長最小的女兒。
- 久保田：佐伯大地（日语：佐伯大地）

庭野與佑奈造訪住宅樣品屋時，負責接待兩人的房仲營業員。

#### 第8集
- 前原茜：篠田麻里子

壞心眼的天氣預報員。
- 津田順：和田正人

前原茜的經紀人兼丈夫。
- 石橋: 住田隆（日语：住田隆）

日本電視台「モニモニ モーニング」主播。
- 花店小姐：松尾薰（日语：松尾薫 (女優)）

津田順的外遇對象，花店店員。
- 酒本理惠：櫻井淳子

屋代的前妻。

#### 第9集
- 雨宮嘉一：ト字高雄

足立負責的客戶，中學退休校長。
- 雨宮知代：鷲尾真知子

雨宮嘉一的太太。
- 雨宮憲一：竹森千人

雨宮家長男。
- 雨宮禮：MEGUMI

雨宮憲一的太太。
- 雨宮波留：八木優子（日语：ハニートラップ (お笑い)）

雨宮家的未婚女兒。
- 維克多穆薩：星野荷那

在日本的大學就讀建築系的奈及利亞籍留學生，預計於明年畢業時回國。於萬智經常光顧的中華料理店打工。
- 今泉亮太：大西武志（日语：大西武志）

「週刊新代」總編輯。其撰寫的報導中將萬智形容成「邪惡美女房屋仲介」，為了挽回自己的名聲，萬智請他至附近的咖啡廳一談，將自己實際的工作內容轉為文字及錄音提供給今泉。

#### 完結篇
- 望月葵：凰稀要

擁有夢想的芭蕾舞者。
- 望月加奈：堀田真由

望月葵的女兒。

### 特別篇登場人物
- 一之瀨定男：笑福亭鶴瓶

身穿帝光不動產企業形象代言人「住望君」相撲裝（原文「住もう」音同相撲「ずもう」）的神秘打工男子。
- 葉山友明：要潤

著名偶像童星葉山蓮的父親兼經紀人。
- 淀川水樹：蘆名星

超貧窮單親媽媽。
- 門脇茂一郎：須永慶
- 中國人：矢野浩二

大肆收購日本不動產的中國人。
- 後藤：佐藤正和

雑司谷公寓大樓808號房的住戶。
- 堂坂沙羅：古畑星夏

四處尋找允許飼養寵物的住所的女子。
- 道端杏：江口德子

一之瀨的女兒。
- 鍵村洋一：草川拓彌

帝光不動產新人營業員。
- 葉山蓮：五十嵐陽向（日语：五十嵐陽向）

知名偶像童星。葉山友明的兒子。

## 製作團隊
- 編劇：大石静（日语：大石静）
- 導演：猪股隆一、佐久間紀佳、山田信義
- 製作人：伊藤響
- 音樂：得田真裕
- 主題歌：GReeeeN「beautiful days」（日本環球音樂／ZEN MUSIC）
- 製作人：小田玲奈、柳内久仁子（AXON）
- 製作協力：AXON
- 製作出品：日本電視台

## 播出日程及收視率
- 收視率最高值以紅色表示，收視率最低值以蓝色表示。

| 各集                                                    | 播出日期      | 中文標題                                                   | 日文標題 | 導演       | 收視率 |
| ------------------------------------------------------- | ------------- | ---------------------------------------------------------- | -------- | ---------- | ------ |
| 第1話                                                   | 7月13日       | 沒有我賣不掉的房子！天才房地产销售登場！                   |          | 豬股隆一   | 12.4%  |
| 第2話                                                   | 7月20日       | 拋開先入為主的觀念！天才房地产销售VS最強蛰居族！！         |          | 豬股隆一   | 10.1%  |
| 第3話                                                   | 7月27日       | 夏季現場展售會！極簡主義者與不擅長整理家務的女子談戀愛了？ |          | 佐久間紀佳 | 12.8%  |
| 第4話                                                   | 8月3日        | 能讓無家可歸者居住的房子大熱賣！衝擊之吻，GO！             |          | 佐久間紀佳 | 12.4%  |
| 第5話                                                   | 8月10日       | 單身女子想買房子！庭野把萬智的客戶搶走了？                 |          | 豬股隆一   | 9.5%   |
| 第6話                                                   | 8月17日       | 王子與小三的家被賣掉了？夏季的夜晚在凶宅過夜               |          | 山田信義   | 11.6%  |
| 第7話                                                   | 8月24日       | 最強的差勁員工最終覺醒了？為了與庭野的相親，GO！           |          | 豬股隆一   | 10.8%  |
| 第8話                                                   | 8月31日       | 造訪藝人的家！讓屋代與前妻復合的人是萬智…？                |          | 佐久間紀佳 | 10.8%  |
| 第9話                                                   | 9月7日        | 正式進行三軒家式雙世代住宅熱銷計畫！                       |          | 山田信義   | 12.4%  |
| 最終話                                                  | 9月14日       | 再見了，三軒家萬智！攸關去留與否的最後一間房子能否熱銷呢？ |          | 佐久間紀佳 | 13.0%  |
| 平均收視率11.6%（收視率由Video Research於關東地區統計） |               |                                                            |          |            |        |
| 特別篇                                                  | 2017年5月26日 | 房仲女王 限時回歸                                          |          | 豬股隆一   | 13.0%  |

## 外部連結
- 《賣房的女人》－日本電視台官方網站 （页面存档备份，存于）（日語）
- －緯來日本台官方網站 （页面存档备份，存于）（繁體中文）
- 《 限時回歸》－緯來日本台官方網站 （页面存档备份，存于）（繁體中文）
- 《大逆襲》－緯來日本台官方網站 （页面存档备份，存于）（繁體中文）

| 日本 日本電視台 日本電視台週三連續劇                   | 日本 日本電視台 日本電視台週三連續劇            | 日本 日本電視台 日本電視台週三連續劇         |
| ------------------------------------------------------ | ----------------------------------------------- | -------------------------------------------- |
|                                                        | 賣房子的女人 （2016年7月13日 - 2016年9月14日）    |                                              |
| 世界上最艱難的戀愛 （2016年4月13日 - 2016年6月15日）     | （2016年10月5日 - 2016年12月）                  |                                              |
| 無法成為野獸的我們 （2018年10月10日 - 2018年12月12日） | 房仲女王的逆襲 （2019年1月9日 - 2019年3月13日） | 白衣戰士！ （2019年4月10日 - 2019年6月19日） |

| 臺灣 緯來日本台 星期六 21:00 - 22:00 | 臺灣 緯來日本台 星期六 21:00 - 22:00           | 臺灣 緯來日本台 星期六 21:00 - 22:00           |
| --- | ---------------------------------------------- | ---------------------------------------------- |
| | 房女王 （2016年7月16日 - 2016年9月17日）       |                                                |
| 黑惡魔的甜蜜制裁 （2016年7月2日） | 校女王 （2016年10月8日 - 2016年12月）          |                                                |
| 星期六 22:00 - 00:00 |                                                |                                                |
| 真命菜 （2017年4月15日 - 2017年6月17日） 日本太太好吃驚 （2017年6月24日 - 2017年7月1日）                                                              | 房女王 限時回歸 （2017年7月8日）               | 搶救老公大作戰 （2017年7月15日 - 2017年9月23日） |
| 星期六 22:00 - 23:05 1月12日 22:00 - 23:15 1月19日 22:00 - 23:00 2月9日因播出《豬年胖老外 來日本減肥大作戰》（20:00 - 22:10），暫停播出               |                                                |                                                |
| 非獸性男女 （2018年10月13日 - 2018年12月15日） 火力全開！歷屆大胃女王駕到 （2018年12月29日）《第69屆NHK紅白歌唱大賽》（17:30-23:00） （2019年1月5日） | 房仲女王大逆襲 （2019年1月12日 - 2019年3月16日） | 破案神手 （2019年4月20日 - 2019年6月29日）     |

| 臺灣 緯來綜合台 星期一至五 21:00 - 22:00 · 4月14日、4月28日 21:00 - 22:15 | 臺灣 緯來綜合台 星期一至五 21:00 - 22:00 · 4月14日、4月28日 21:00 - 22:15              | 臺灣 緯來綜合台 星期一至五 21:00 - 22:00 · 4月14日、4月28日 21:00 - 22:15 |
| ------------------------------------------------------------------------- | -------------------------------------------------------------------------------------- | ------------------------------------------------------------------------- |
|                                                                           | 房女王 （2020年4月14日 - 2020年4月27日）房女王大逆襲 （2020年4月28日 - 2020年5月11日） |                                                                           |
| 童裝小姐 （2020年1月30日 - 2020年4月13日）                                | 女王的營養午餐 （2020年5月12日 - 2020年5月25日）                                       |                                                                           |